# Lawrence Guterman
Lawrence Guterman (18 de julio de 1966; Canadiense) es un director de película canadiense conocido por sus trabajos en compañías como DreamWorks, Warner Bros, New Line Cinema y Universal. Dirigió Como perros y gatos (2001) e Hijo de la Máscara (2005), así como varios episodios de Fuera de la cabeza de Jimmy (entre 2007 y 2008).

## Vida personal
Guterman volvió a la escuela después de trabajar en animación y recibió el título de maestro en película de la Universidad de California del Sur.

## Carrera
Guterman estuvo radicado en Montreal y Toronto, donde hizo sus primeros cortometrajes. Después del instituto, Guterman fue a los Estados Unidos para asistir al MIT y luego a la Universidad de Harvard, donde recibió un título en física. Guterman regresaría a Canadá cada verano para estudiar animación en Sheridan Universidad de Arte. Creó ilustraciones para el Harvard Lampoon. Su interés en el cine fue renovado después de completar un documental de 15 minutos para uno de sus cursos en Harvard.
Después de la Universidad, se muda a Los Ángeles y trabajó en gráficos por ordenador y como lector de guion para Columbia Pictures. Mientras estuvo en Los Ángeles, Guterman asistió a la USC Escuela de Artes Cinemáticas para expandir su conocimientos en cine. Mientras estaba allí,  vendió dos largometrajes a importantes estudios de cine y coescribió un guion para los Cuentos de la Cripta. Esto último llamó la atención de Robert Zemeckis y HBO.
Dirigió y coescribió el corto, Headless!, el cual recibió críticas positivas en USC Primer Festival de cine de Mirada y ganó el Premio del Jurado en Worldfest en Huston. Guterman tomó su primer trabajo como director cuando trabajó en un videojuego basado en la serie Goosebumps para DreamWorks Interactivo después de que Steven Spielberg vio su corto "Headless!". Entonces se le ofreció dirigir varias secuencias para el película animada Antz (1998) para DreamWorks Animación.
En el principio de los 2000s Guterman hizo su debut como director en un largometraje con Warner Bros. en Como perros y gatos (2001), el cual ganó $201 millones en todo el mundo, seguidos por El hijo de la Máscara (2005). Fue productor ejecutivo de Recuerdos secretos (2015), protagonizado por Christopher Plummer y Martin Landau y dirigido por Átomo Egoyan.

## Filmografía

### Director
| Año       | Título                             | Función                            | Notas |
| --------- | ---------------------------------- | ---------------------------------- | ----- |
| 1990      | Headless!                          |                                    |       |
| 1996      | Goosebumps: Escape from Horrorland | Visual Gamer                       |       |
| 1998      | Antz                               | Director de secuencias adicionales |       |
| 2001      | Como perros y gatos                |                                    |       |
| 2005      | El hijo de la Máscara              |                                    |       |
| 2007-2008 | Fuera de la cabeza de Jimmy        | Espectáculo de televisión          |       |

### Productor ejecutivo
| Año  | Título             |
| ---- | ------------------ |
| 2015 | Recuerdos secretos |

### Editor
| Año  | Título              |
| ---- | ------------------- |
| 1994 | Girth de una nación |

### Agradecimientos
| Año  | Título          |
| ---- | --------------- |
| 2009 | El Pawfect Plan |

### Escritor
| Año  | Título               | Función   | Notas                          |
| ---- | -------------------- | --------- | ------------------------------ |
| 1990 | Headless!            |           |                                |
| 1993 | Cuentos de la Cripta | Guionista | Mencionado como Larry Guterman |